# Студенець (Логойський район)
Студенець — (біл. вёска Студзенец), село (веска) в складі Логойського району розташоване в Мінській області Білорусі, підпорядковане Нестановицькій сільській раді.
Село Студенець розташоване в центральних районах Білорусі, в північній частині Мінської області - орієнтовне розташування [Архівовано 11 червня 2020 у Wayback Machine.].